# Hiéroglyphe égyptien N14
Pour les articles homonymes, voir Étoile (homonymie).
L'étoile en hiéroglyphes égyptiens, est classifiée dans la section N « Ciel, terre, eau » de la liste de Gardiner ; cet hiéroglyphe y est noté N14.

## Représentation
Il représente une étoile à cinq branches très fines. Il est translittéré sbȝ ou dwȝ.

## Utilisation
| N14 · Z1 | / | s | b | N14 |

| N14 · Z1 | / | s | b | N14 |

d'où découle sa fonction en tant que phonogramme trilitère ou complément phonétique de valeur sbȝ. 
C'est un déterminatif des termes désignant une étoile ou une constellation ainsi que du temps déduit de leurs mouvements. 
C'est un semi-phonogramme trilitère de valeur dwȝ.

## Exemples de mots
| s | N14 | b | O32 |

| s | N14 | b | O32 |

| N11 · N14 | d · N5 · Z1 |

| N11 · N14 | d · N5 · Z1 |

| N14 | A4 |

| N14 | A4 |